# تلقي الجمهور

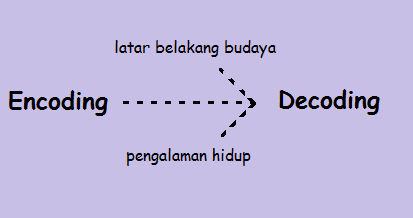

تلقي الجمهور هو الخيارات والاستعمالات والتأويلات التي يفرزها استهلاك الجمهور للمادة الإعلامية.